# Netscape Communications Corporation

Netscape Communications Corporation is een softwarebedrijf dat in 1994 werd opgericht door Jim Clark en Marc Andreessen, met steun van investeerder Kleiner Perkins. Het bedrijf is bekend geworden door de webbrowser Netscape Navigator en de inzet van webservers waarmee thuiscomputers documenten konden lezen en ophalen van het world wide web. Het bedrijf wordt gezien als een van de eersten in de later sterk expanderende markt van internetbedrijven en een van de eerste bedrijven die als doel hadden internetdiensten te gelde te maken ten behoeve van eigenaren en investeerders.
Het bedrijf is sinds 1999 onderdeel van AOL. De softwaretechniek voor de browser van Netscape was kort daarvoor ondergebracht bij de Mozilla Foundation.

## Geschiedenis
In februari 1993 lanceerde het Amerikaanse National Center for Supercomputing Applications (NCSA) de eerste grafische webbrowser voor het world wide web, genaamd Mosaic. Daarmee legde het onderzoeksinstituut de basis voor alle huidige browsers. Deze eerste grafische webbrowser wist een ware revolutie te ontketenen omdat documenten die op een willekeurige server waren opgeslagen en via een computernetwerk toegankelijk waren gemaakt voor derden, nu op relatief eenvoudige wijze konden worden ingezien. Men hoefde niet meer de precieze naam van het document en de naam van de server in een speciaal computerprogramma in te typen.

### Webbrowser
Een van de programmeurs van Mosaic bij de NCSA was Marc Andreessen, hij werd daar door Jim Clark weggehaald om te gaan werken bij het bedrijf Mosaic Communications, dat later vanwege onenigheid over de naam werd omgedoopt tot Netscape Communicatons. Het oorspronkelijke bedrijfsplan was een platform te bouwen waarbij gebruikers via het web computerspellen konden spelen voor de Nintendo 64-console, maar voor dat plan werd geen investeerder gevonden. Daarop programmeerde het bedrijf een eigen webbrowser, Mosaic navigator, en lanceerde dat in de experimentele versie (bètaversie) op de markt. Het was een instant succes en de bètaversie werd miljoenen malen op computers wereldwijd geïnstalleerd. De Mosaicbrowser van de NCSA werd in korte tijd voorbij gestreefd. Netscape gebruikte eigen software voor de browser, intern bekend onder de naam 'Mozilla', in de betekenis van Mosaic-killer.
Met publicatie van de tweede versie werd er een e-mail-programma aan toegevoegd, samen Netscape Navigator en er volgde uitbreidingen met onder andere een HTML-module waarvoor de gebruiker geen HTML hoefde te kennen (wysiwyg-formaat). Netscape werd in korte tijd marktleider met aan aandeel van 80%.

### Merkopbouw
Communicatiedirecteur Rosanne Silno bouwde als onderdeel van de marketingstrategie, bedrijfsoprichter en nerd Marc Andreessen op tot "internet-rockstar", een nieuw fenomeen dat het bedrijf grote aantrekkingskracht gaf en later door veel andere nieuw opgerichte ondernemingen zou worden nagevolgd. Zo landde Andreessen op de voorpagina van Time magazine, zittend op een koningstroon, in spijkerbroek en blootsvoets, enkele maanden na de beursgang; een schoolvoorbeeld van wat tegenwoordig contentmarketing heet.

## Beursgang
Slechts 16 maanden na oprichting ging het bedrijf in augustus 1995 buitengewoon succesvol aan de beurs. Een financieel analist van de grootbank Merill Lynch noemde het "een complete gekte". Als openingskoers was gedacht aan een prijs van US$ 14 per aandeel maar dit werd kort voor emissie verhoogd naar US$ 28. De koers sloot op US$ 58,25, waarmee het bedrijf in een klap een marktwaarde had van US$ 2,9 miljard, een voor die tijd onvoorstelbare gang van zaken, mede omdat het bedrijf nog geen cent winst had gemaakt. De eigenaren kwamen uit het niets op de ranglijst van rijkste personen in de VS. De beursgang met voorafgaande marketingcampagne was een blauwdruk voor veel andere nieuwe bedrijven en de geboorte van de dotcom-bubble (internetzeepbel).

## Browser war
In de optimistische stemming kwam verandering toen 's werelds grootste computer- en computerprogrammabedrijf Microsoft vanaf eind 1995 haar computers met het programma Windows uitleverde aangevuld met een eigen webbrowser, de Internet Explorer, eveneens gebaseerd op Mosaic-software. Kleinere concurrent Apple deed korte later hetzelfde hetzelfde met Safari. Start van de zogenaamde "browser-war". Windows-computers hadden de eigen browser bij uitlevering als standaardbrowser ingesteld en hoewel de Netscapebrowser zowel technisch als in gebruik beter was, namen de meeste gebruikers niet de moeite de standaardbrowser te vervangen door een browser van eigen keus. Microsoft won snel een behoorlijk aandeel op de markt. Microsofts agressieve marketingmethode, die naar de overheersende mening vooral succes had door Microsofts nagenoeg monopolistische marktpositie, voerde tot een antitrustzaak van het Amerikaanse Ministerie van Justitie. Enige tijd later startte ook de Europese Commissie een antitrustzaak; commissaris Neelie Kroes hield de manier van doen voor oneerlijke concurrentie. Dat mocht voor Netscape echter niet meer baten.

## Mozilla Organization
In 1998 maakte Netscape de programmatuur, ofwel broncode, van de browser openbaar en stelde deze vrij ter beschikking aan programmeurs (open source). De software werd gebruikt voor bouw van de Mozilla Application Suite door een team van programmeurs verzameld in de Mozilla Organization, voorloper van de Mozilla Foundation, daarbij werd de broncode quasi van nul herschreven met gebruikmaking van het lay-outsysteem Gecko. Later werd Mozilla Suite onder meer afgetakt tot Mozilla Firefox.

## Overname door AOL
Eind 1998 maakte telecombedrijf AOL bekend Netscape te willen overnemen voor een bedrag van US$ 4,2 miljard. Toen de overeenkomst uiteindelijk werd gesloten in maart 1999, was de waarde getaxeerd op US$ 10 miljard. De overname werd door insiders bekritiseerd omdat de bedrijfsculturen onvoldoende overeenstemden en zorg bestond dat al het goede aan Netscape zou verdwijnen.
Op 19 mei 2005 werd Netscape 8.0 geïntroduceerd, de allereerste grote update sinds jaren. Deze nieuwe versie van Netscape bevatte voor een groot gedeelte de Mozilla Firefox-code. Op 1 februari 2008 werd de ondersteuning voor Netscape stopgezet.